# 行岡病院
行岡病院（ゆきおかびょういん）は、社会医療法人行岡医学研究会が大阪府大阪市北区浮田に設置する病院。

## 概要
救急告示病院に指定されている。

## 沿革
（この節の出典）
- 1934年（昭和9年）10月 - 大阪整骨学校附属行岡外科病院開設（病床数40床）
- 1950年（昭和25年）12月 - 法人組織化し、医療法人行岡医学研究会行岡病院となる。
- 1996年（平成8年）6月 - ゆきおか訪問看護ステーション設置（介護保険適用）
- 1997年（平成9年）5月 - ゆきおか老人デイケア設置（介護保険適用）
- 2000年（平成12年）4月 - 居宅介護支援事業所、訪問介護事業所認可、指定介護療養型施設（14床）、短期入所療養介護（ショートステイ）認可
- 2002年（平成14年）10月 - 脊椎・脊髄センター開設
- 2014年（平成26年）4月 - がん医療センター　開設
- 2016年（平成28年）1月 - 医療法人から社会医療法人へ法人格変更。「社会医療法人行岡医学研究会行岡病院」に。

## 診療科
- 整形外科[3]
- 内科[3]
- 消化器内科[3]
- 消化器外科[3]
- 脳神経外科[3]
- 眼科[3]
- リウマチ科[3]
- リハビリテーション科[3]
- 耳鼻咽喉科[3]
- 皮膚科[3]
- 泌尿器科[3]
- 救急科[3]
- 放射線科[3]
- 歯科[3]
- 歯科口腔外科[3]
- 放射線治療科[3]
- 麻酔科[3]
- 精神科[3]
- 心療内科[3]
- 小児科[3]
- 外科[3]
- スポーツ整形外科[4]
- 脊椎外科[4]
- 鍼灸治療院[4]

## 医療機関の認定
（下表の出典）
| 保険医療機関 | 労災保険指定病院 |
| 母体保護法指定医の配置されている医療機関 | 生活保護法指定病院（中国残留邦人等の円滑な帰国の促進並びに永住帰国した中国残留邦人等及び特定配偶者の自立の支援に関する法律（平成六年法律第三十号）に基づく指定医療機関を含む。） |
| 臨床研修病院 | 指定自立支援病院（更生医療） |
| 結核指定病院 | DPC対象病院 |
| 高齢者の医療の確保に関する法律（昭和五十七年法律第八十号）第七条第一項に規定する医療保険各法及び同法に基づく療養等の給付の対象とならない医療並びに公費負担医療を行わない医療機関 | 指定自立支援医療機関（精神通院医療） |
| 身体障害者福祉法指定医の配置されている医療機関 | 公害医療機関 |

- 公益財団法人日本医療機能評価機構認定病院(3rdG:Ver.1.1(3回目,2017年8月4日認定,2022年5月27日認定有効期限))[5]。
- このほか、各種法令による指定・認定病院であるとともに、各学会の認定施設でもある。

## 交通アクセス
- OsakaMetoro堺筋線・谷町線「天神橋筋六丁目駅」より徒歩2分[6]
- OsakaMetoro谷町線「中崎町駅」より徒歩7分[6]
- JR大阪環状線「天満駅」より徒歩10分[6]

## 院内設備等
- 喫茶部
- 病院内に鳥居が設置されている。祠は伊勢神宮と深い関係があり、伊勢神宮自体が「歩むべき本来の道に戻れる」というご利益があるため、病院職員の患者への対応が、初心から反れることなく、医学的治療の切磋琢磨と患者様への手厚いケアをモットーに今後も歩んで行けるように、という思いが込められている[7]。

## 周辺
- 都島通（沿線）
- 大阪市消防局 北消防署浮田出張所
- 加納総合病院

## 関連施設
- 学校法人行岡保健衛生学園
  - 大阪行岡医療大学
  - 行岡医学技術専門学校
  - 行岡リハビリテーション専門学校（廃止）
  - 大阪行岡医療専門学校長柄校